# Tour della nazionale maschile di rugby a 15 delle Tonga 2000
Nel 2000,  Tonga si reca per un test in Nuova Zelanda il risultato è un nuovo record negativo:
| Arbitro: | Steve Lander |

| |            | |
| Blackadder, Brown, Cullen, Flavell 3, Hammett, Howlett 2, Ieremia, Kronfeld, Marshall, Tiatia, Umaga 2 | mt         | |
| Brown 12 | tr         | |
| Brown | c.p.       | |
| 15.Christian Cullen, 14.Tana Umaga, 13.Alama Ieremia, 12.Pita Alatini, 11.Jonah Lomu, 10.Tony Brown, 9.Justin Marshall, 8.Taine Randell, 7.Josh Kronfeld, 6.Reuben Thorne, 5.Troy Flavell, 4.Todd Blackadder (cap), 3.Greg Somerville, 2.Mark Hammett, 1.Craig Dowd - Sostituti: 16.Doug Howlett, 17.Filo Tiatia, 18.Scott Robertson, 19.Kees Meeuws, 20.Anton Oliver - Non entrati : Andrew Mehrtens, Byron Kelleher | Formazioni | 15.Tauna'holo Taufahema, 14.Semi Taupeaafe, 13.Josh Taumalolo, 12.Sam Alatini, 11.Dave Tiueti, 10.Elisi Vunipola, 9.Soane Havea, 8.Va'a Toloke, 7.Jonathan Koloi, 6.Henry Saafi, 5.Isi Fatani, 4.Benhur Kivalu, 3.Ngalu Taufo'ou, 2.Fe'ao Vunipola, 1.Tevita Taumoepeau - Sostituti: 16.Loni Manako, 17.Mone Tuipulotu, 18.Latiume Maka, 19.Ta'u Fainga'anuku, 20.Ma'ama Molitika, 21.Feleti Fakaongo, 22.Epafasi Ta'ufo'ou |